# Antonio Fernández-Rañada
Antonio Fernández-Rañada Menéndez de Luarca (Oviedo, 1939 - Madrid, 19 de mayo de 2022) fue un físico español.

## Biografía
Antonio Fernández-Rañada nació en 1939 en la ciudad española de Bilbao. Al poco, su familia se trasladó a Oviedo, donde vivió su infancia y juventud hasta empezar los estudios universitarios en Madrid. Se licenció en Física por la Universidad Complutense de Madrid. En 1965 se doctoró por la Universidad de París con una tesis titulada "Causalidad y Matriz S"; y en 1967 defendió su segunda tesis por la Universidad Complutense.
Trabajó en el actual Centro de Investigaciones Energéticas, Medioambientales y Tecnológicas (CIEMAT), antigua Junta de Energía Nuclear. Fue profesor de Mecánica cuántica en la Universidad de Barcelona y de Física teórica en la Universidad Complutense de Madrid. Fue nombrado catedrático por la Universidad de Zaragoza y ocupó la cátedra de Electromagnetismo de la Universidad Complutense.
Falleció el 19 de mayo de 2022, en Madrid.

## Labor investigadora
En su labor investigadora, estudió la Física de partículas elementales, dinámica no lineal y cuestiones de Física matemática. Se dedicó también a la relación entre ciencia y sociedad. Fue director del Grupo Interuniversitario de Física Teórica (GIFT) y fundador y director de la Revista Española de Física.

## Premios
- Premio de investigación en Física de la Real Academia de Ciencias (1997)
- Medalla de la Real Sociedad Española de Física (1985)
- Premio Internacional de Ensayo Jovellanos (1994)
- Medalla de Plata del Príncipe de Asturias (1999)

- Presidente del Consejo de las Artes y las Ciencias Príncipe de Asturias
- Presidente de la Real Sociedad Española de Física (2005-2010)[3]
- Miembro del Consejo de la European Physical Society
- Miembro del Jurado del Premio Princesa de Asturias de Investigación Científica y Técnica

## Obra
- Dinámica clásica
- Física básica
- 100 problemas de la Mecánica
- Los científicos y Dios (Trotta, 2008). Recorrido por la actitud, ante la cuestión de la existencia de Dios, de muchos científicos forjadores del conocimiento actual.
- Los muchos rostros de la ciencia. Muestra como en las leyes que rigen el comportamiento de la materia se puede percibir una belleza intemporal
- De la agresión a la guerra nuclear